# Goats Head Soup
Goats Head Soup – album zespołu rockowego The Rolling Stones, który został wydany w 1973.

## Lista utworów
Wszystkie utwory napisane przez Micka Jaggera i Keitha Richardsa.
| 1.  | „Dancing with Mr. D”                 | 4:53  |
|     |                                      |       |
| 2.  | „100 Years Ago”                      | 3:59  |
|     |                                      |       |
| 3.  | „Coming Down Again”                  | 5:54  |
|     |                                      |       |
| 4.  | „Doo Doo Doo Doo Doo (Heartbreaker)” | 3:27  |
|     |                                      |       |
| 5.  | „Angie”                              | 4:33  |
|     |                                      |       |
| 6.  | „Silver Train”                       | 4:27  |
|     |                                      |       |
| 7.  | „Hide Your Love”                     | 4:12  |
|     |                                      |       |
| 8.  | „Winter”                             | 5:31  |
|     |                                      |       |
| 9.  | „Can You Hear the Music?”            | 5:31  |
|     |                                      |       |
| 10. | „Star Star”                          | 4:25  |
|     |                                      |       |
|     |                                      | 46:52 |
|     |                                      |       |

## Wykonawcy
- Mick Jagger – śpiew, śpiew towarzyszący, gitara akustyczna, pianino, harmonijka
- Keith Richards – śpiew, śpiew towarzyszący, elektryczna gitara, gitara akustyczna, gitara basowa
- Mick Taylor – elektryczna gitara, śpiew towarzyszący, gitara akustyczna, gitara slide, gitara basowa
- Charlie Watts – perkusja
- Bill Wyman – gitara basowa
- Chuck Finley – trąbka
- Nicky Hopkins – pianino
- Jim Horn – flet
- Bobby Keys – saksofon
- Jimmy Miller – perkusja
- Billy Preston – pianino, organy, klarnet, perkusja
- Jim Price – saksofon
- Ian Stewart – pianino

## Listy przebojów
Album
| Rok  | Lista                  | Pozycja |
| ---- | ---------------------- | ------- |
| 1973 | UK Top 50 Albums       | 1       |
| 1973 | „Billboard” Pop Albums | 1       |

Single
| Rok  | Singiel                              | Lista                          | Pozycja |
| ---- | ------------------------------------ | ------------------------------ | ------- |
| 1973 | „Angie”                              | UK Top 50 Singles              | 5       |
| 1973 | „Angie”                              | „Billboard” Hot 100            | 1       |
| 1973 | „Angie”                              | „Billboard” Adult Contemporary | 38      |
| 1974 | „Doo Doo Doo Doo Doo (Heartbreaker)” | „Billboard” Hot 100            | 15      |

## Certyfikaty i sprzedaż
| Kraj                     | Certyfikat         | Sprzedaż   |
| ------------------------ | ------------------ | ---------- |
| Stany Zjednoczone (RIAA) | 3x platynowa płyta | 3 000 000+ |
| Wielka Brytania (BPI)    | złota płyta        | 100 000+   |